# 湖神庙遗址
湖神庙遗址位于中国江苏省南京市玄武区玄武湖公园梁洲（莲萼洲）西部，其前身传为明洪武时为纪念一毛姓老人而建的神祠（俗称“毛老人庙”），原庙毁于清咸丰至同治时期的太平天国战火，同治十年至十一年（1871-1872年）由时任两江总督的曾国藩下令重建，光绪四年（1878年）再次扩建，建筑群坐西向东，主要建筑包括湖神殿、观音阁、大仙楼、赏荷厅和湖心亭等，院内有铜钩井（因庙现状规模已缩小，井已位于院外）。宣统时被改作招收湖民子女入学的亚洲小学，民国时则作为茶社、南京市园林管理处办公地点等。1949年后被改为展览馆，现状为2008年所修复。